# Mitromorpha columnaria
Mitromorpha columnaria é uma espécie de gastrópode do gênero Mitromorpha, pertencente a família Mitromorphidae.